# 坪谷善四郎
坪谷 善四郎（つぼや ぜんしろう、文久2年2月26日（1862年3月26日） - 昭和24年（1949年）3月24日）は日本の出版人、編集者、政治家。号は水哉（すいさい）。

## 来歴・人物
1862年、越後国南蒲原郡加茂（現・新潟県加茂市）に生まれる。東京専門学校（現・早稲田大学）邦語政治科在学中、博文館に入社。編集局長を経て1918年取締役就任。1895年には雑誌『太陽』の創刊にあたり初代主筆、編集主幹としてこれに従事した。政治家としては1901年以来7期にわたって東京市会議員を務め、1907年開館の東京市立図書館（現・日比谷図書文化館）建設につくした。1917年、大橋図書館（現・三康図書館）館長。1918年、日本図書館協会会長。また、青年時代の苦学経験から郷里の新潟県加茂町（現・加茂市）に図書館建設を申請し、図書や金品を寄贈。1940年、加茂町立図書館（現・加茂市立図書館）の竣工が実現した。同図書館には自筆日記や書簡類等の坪谷善四郎関係資料が保存されている。1949年3月24日死去。享年88。墓所は多磨霊園。

## 主な著書
- 『山水行脚』 博文館, 1914
- 『東西南北』 博文館, 1915
- 『水哉紀行選集』 博文館, 1933
- 『博文館五十年史』 博文館, 1937

## 親族
養子の忠三の妻・いゆは、博文館社長大橋新太郎の妻須磨子の妹。また養女の富貴は大橋夫妻の五男・武雄の妻。